# Zwischen den Jahren (Film)
Zwischen den Jahren ist ein deutscher Spielfilm von Regisseur und Drehbuchautor Lars Henning, der von der Radical Movies Production in Köln produziert wurde. Der Film feierte seine Premiere im Februar 2017 auf der 67. Berlinale in der Sektion Perspektive Deutsches Kino. Der deutsche Kinostart war am 16. März 2017.

## Handlung
Becker, ein wortkarger, etwas grobschlächtiger Mann sowie verurteilter Doppelmörder, arbeitet als Wachmann für eine Sicherheitsfirma und führt ein bescheidenes Leben. Vor Kurzem ist er im Rahmen einer lebenslangen Haftstrafe vorzeitig aus dem Gefängnis entlassen worden. Seine Ex-Frau hat den Kontakt zu ihm abgebrochen, seine inzwischen erwachsene Tochter hat er seit damals nicht mehr gesehen. Becker war früher Mitglied einer militanten Rockerbande, zu der er aber keinen Kontakt mehr pflegt. Sein altes Leben liegt genau so weit hinter ihm wie die schreckliche Tat, die er damals begangen hat. Jetzt will er nur noch seine Ruhe, sein neues Leben führen. In der Firma, in der er arbeitet, hat er sogar eine Frau kennen gelernt, die Putzfrau Rita, der er sich zaghaft annähert. Sie stellt ihm keine Fragen zu seiner Vergangenheit, will damit aber auch nichts zu tun haben. Doch dann läuft Becker zur nun beginnenden Adventszeit („Zwischen den Jahren“) zufällig Dahlmann über den Weg, dem Mann, dessen Leben er vor achtzehn Jahren zerstört hat. Becker war bei einem Raubüberfall in die Villa der wohlhabenden Dahlmanns eingedrungen. Als Dahlmanns Frau Dana ihn überraschte, erschoss Becker sie und ihre kleine Tochter Lili, die kurz vor Weihnachten ihren Geburtstag gehabt hätte. Becker wurde gefasst, er hat seine Tat bitter bereut und seine Strafe dafür abgesessen. Aber damit war dem Hinterbliebenen nicht geholfen, dessen Leben durch Beckers Tat völlig zerstört wurde. Natürlich fühlt Becker sich jetzt von seinem damaligen Opfer bedroht, als Dahlmann sich immer aggressiver in sein Leben drängt. Er versteht seinen Hass auf ihn. Aber hat er nicht nach all der Zeit auch die Chance auf einen Neuanfang verdient? Becker sucht ein Gespräch mit Dahlmann. Dabei realisiert er jedoch, wie krampfhaft sein Opfer sich an ihm festhält, seiner einzigen Brücke zu seinem früheren Leben. Dahlmann weiß genau über Becker Bescheid, über seine alte Familie, über seine hübsche Tochter Maya, er weiß von seinem Job und auch von Rita und ihrem kleinen Sohn Timo. Becker bittet Dahlmann um Vergebung, fragt ihn, was er tun könne, damit er ihn in Ruhe lässt. Für einen Moment sitzen die beiden sich in einer Patt-Situation gegenüber, Dahlmann weiß auf einmal gar nicht mehr so genau, was er eigentlich von Becker will. Doch dann lässt eine unbedachte Bemerkung von Becker Dahlmanns Wut mit voller Wucht wieder aufflammen und Becker erreicht ihn nicht mehr. In seiner Überforderung fasst Becker den schweren Entschluss, gegen alle Bewährungsauflagen und hinter dem Rücken von Rita noch einmal Kontakt zu der Rockerbande aufzunehmen. Er will sie während seiner Wachschicht das Lagerhaus ausrauben lassen, das er bewacht. Nicht für sich selbst, um mit dem Geld möglicherweise zu fliehen und sich mit Rita und Timo ein neues Leben aufzubauen, sondern als Zeichen seiner Reue für Dahlmann, der finanziell ruiniert ist. Der Coup gelingt und Becker bekommt einen dicken Anteil der Beute, doch sein netter Kollege Barat wird bei dem Überfall angeschossen. Er verdächtigt Becker, etwas mit der Tat zu tun zu haben. Becker lässt die Beute Dahlmann zukommen. Der versteht die Geste jedoch als erneute Demütigung. Als Rita überfallen und fast vergewaltigt wird, merkt Becker, dass Dahlmann letztendlich Vergeltung sucht und er ihn stoppen muss, um die Menschen, die er liebt, zu schützen. Die Gewalt, die er aus seinem Leben dauerhaft verbannen wollte, holt ihn jetzt wieder ein. Schließlich kommt es zwischen Becker und Dahlmann nahe einem Gasthof in der Silvesternacht zu einer blutigen Auseinandersetzung. Dabei gelingt es Becker mit etwas Glück, Dahlmann zu töten. Becker, der selbst schwer verletzt ist, fährt auf seinem alten Chopper aus Rockerzeiten davon.

## Rezeption

### Festivals
- 67. Berlinale – Perspektive Deutsches Kino
- Durban International Film Festival
- Filmfestival Türkei in Nürnberg
- Berlinale 2017 in RIGA
- 7th International Crime and Punishment Film Festival
- Filmfest Heimspiel in Regensburg

### Nominierungen & Auszeichnungen
- Nominierung für den NRW-Filmpreis in der Kategorie Bester Spielfilm